# Юг III де Кандавен

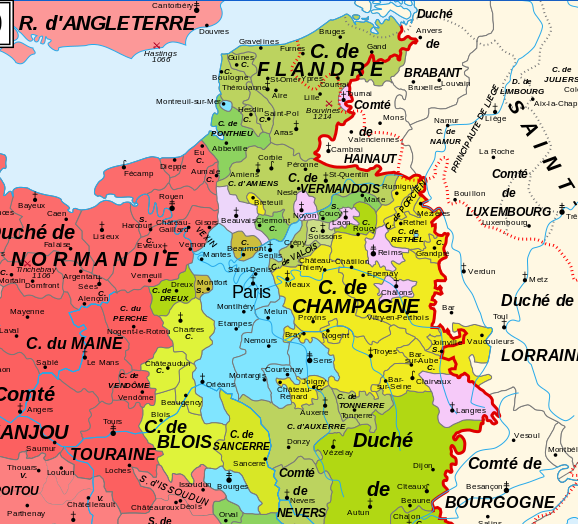
Графство Сен-Поль на карте Северо-Восточной Франции (на территории Фландрии)

Юг III де Кандавен (Hugues III de Campdavaine) (ум. 1145) — граф Сен-Поля с 1130.
Родился около 1090 (не позднее 1095) года. Сын Юга II де Кандавена и Элисенды де Понтьё.
В ходе феодальной войны с родом Колле 28 августа 1131 года взял приступом аббатство Сен-Рикье и устроил там кровавую резню. Аббат пожаловался архиепископу Реймса, который предал Юга III анафеме. Интердикт подтвердил папа Иннокентий II.
Получил папское отпущение грехов в 1137 году, после того, как профинансировал основание трёх аббатств: Серкана, Клеркана и Уркана.
В 1140 г. вступил в союз с графом Эно и выступил против графа Фландрии Тьерри Эльзасского, но потерпел поражение.
От первой жены, имя и происхождение которых не известны, у Юга III было две дочери:
- Анжелика (Анжелина), жена Ансельма де Удена
- Аделаис, возможно - жена Роберта ле Ру, сира де Бетюна, мать Жана III де Бетюна — епископа Камбре.

Вторая жена (1128) - Маргарита де Клермон, дочь Рено II, графа Клермон-ан-Бовэзи, вдова Шарля, графа Фландрии. От неё сыновья Рауль и Ги. Другие дети, упомянутые ниже, могут быть как от неё, так и от первой жены:
- Ангеран, граф де Сен-Поль
- Юг, умер в 1150 бездетным
- Ансельм, граф де Сен-Поль
- Рауль, ум. 4 апреля 1162
- Ги
- Беатрикс, жена Робера де Куси.